# Karanggeneng (Boyolali)
Karanggeneng is een bestuurslaag in het regentschap Boyolali van de provincie Midden-Java, Indonesië. Karanggeneng telt 9776 inwoners (volkstelling 2010).